# Mt. Pleasant School (West Virginia)
Die Mt. Pleasant School ist eine ehemalige Einklassenschule und heutige Kirche in der Nähe von Gerrardstown, Berkeley County, West Virginia. Sie wurde im Jahr 1897 für afroamerikanische Kinder erbaut. Die Nutzung als Schule endete 1939. Seit 1942 dient das Gebäude als Kirche, die den Namen Mt. Olive Methodist Church trägt.
Das Gebäude ist etwa 8 m breit und 13 m lang. Das Äußere ist in heimischem Bruchsteinen aus Kalkstein gehalten. Es ist in den Hang des Hügels erbaut und verfügt über eine erhöhte Veranda.
Das Gebäude befindet sich im südwestlichen Quadranten des Countys und ist rund fünf Kilometer von der Grenze zu Virginia entfernt.
2008 wurde die Mt. Pleasant School in das National Register of Historic Places aufgenommen.
In der Nähe des Standorts der Schule soll vom Unternehmen Continental Brick Schiefer abgebaut werden. Die Genehmigung hierzu wurde vom Staat West Virginia trotz starker Proteste der Bevölkerung gegen die damit einhergehende Luft- und Gewässerverschmutzung im Jahr 2012 erteilt.